# São João das Duas Pontes
São João das Duas Pontes là một đô thị ở bang São Paulo của Brasil. 
Đô thị này nằm ở vĩ độ 20º23'22" độ vĩ nam và kinh độ 50º22'41" độ vĩ tây, trên khu vực có độ cao 427 m trên mực nước biển. 
Dân số năm 2004 ước tính là 2.593 người, diện tích 129,532 km². 

## Các xa lộ
- SP-320